# Непомусено Герра, Хуан
Хуан Непомусено Герра (исп. Juan Nepomuceno Guerra; 18 июля 1915 года — 12 июля 2001 года) — мексиканский контрабандист, наркоторговец. Вместе с племянником Хуаном Гарсией Абрего основал картель Гольфо. В 1930 годах занимался контрабандой виски через государственную границу между США и Мексикой в Южный Техас. Контролировал контрабандистские грузы через Рио-Гранде. Умер от респираторного заболевания.